# Załuszkowo
Załuszkowo – część wsi Zawada-Piaski w Polsce, położona w województwie kujawsko-pomorskim, w powiecie włocławskim, w gminie Baruchowo.
W latach 1975–1998 miejscowość należała administracyjnie do województwa włocławskiego.
Do 2015 roku część wsi Zawada, która została zniesiona.